# Campionati mondiali juniores di slittino 2010
I Campionati mondiali juniores di slittino 2010 si sono disputati ad Igls, in Austria, dal 25 al 31 gennaio 2010. È la quarta volta che il catino olimpico situato nei pressi di Innsbruck ospita la rassegna iridata di categoria. Le precedenti si svolsero nel 1994, nel 1999 e nel 2002.

## Podi[1]
| Evento          | Oro                                                                      | Tempo                           | Argento                                                                   | Tempo                           | Bronzo                                                      | Tempo                           |
| Singolo Uomini  | Julian von Schleinitz                                                    | 1:37.703                        | Semen Pavlichenko                                                         | 1:38.177                        | Sascha Benecken                                             | 1:38.269                        |
| Singolo Donne   | Carina Schwab                                                            | 1:20.093                        | Sandra Gasparini                                                          | 1:20.181                        | Kate Hansen                                                 | 1:20.246                        |
| Doppio          | Nico Walther Nico Grünneker                                              | 1:19.975                        | Daniel Rothamel Chris Rohmeiß                                             | 1:20.097                        | Ludwig Rieder Patrick Rastner                               | 1:20.349                        |
| Staffetta Mista | Germania Carina Schwab Julian von Schleinitz Nico Walther Nico Grünneker | 2:11.131 41.766 44.394 44.971 . | Italia Sandra Gasparini Dominik Fischnaller Ludwig Rieder Patrick Rastner | 2:11.227 41.661 44.644 44.922 . | Stati Uniti Kate Hansen Robert Huerbin Shane Hook Zac Clark | 2:11.961 41.580 45.229 45.152 . |

## Medagliere
| Posiz. | Nazione     | Oro | Argento | Bronzo | Totale |
| ------ | ----------- | --- | ------- | ------ | ------ |
| 1      | Germania    | 4   | 1       | 1      | 6      |
| 2      | Italia      | 0   | 2       | 1      | 3      |
| 3      | Russia      | 0   | 1       | 0      | 1      |
| 4      | Stati Uniti | 0   | 0       | 2      | 2      |